# Pierre de Bérulle
Pierre de Bérulle (Cérilly, 4 febbraio 1575 – Parigi, 2 ottobre 1629) è stato un teologo e cardinale francese.
Fu uno dei protagonisti della vita religiosa nella Francia dell'età della controriforma e, ispirandosi a Filippo Neri, fondò a Parigi l'Oratorio di Gesù e Maria Immacolata.

## Biografia
Di nobili origini, nacque nel castello di famiglia nel 1575: studiò presso i gesuiti di Clermont e poi all'Università Sorbona di Parigi.
Ordinato sacerdote (5 giugno 1599), entrò a corte sotto il regno di Enrico IV di Borbone e divenne uno dei più fidati consiglieri di Maria de' Medici; si oppose al cardinale Richelieu per la sua alleanza militare con gli stati protestanti durante la guerra dei trent'anni.
Gli vennero affidati numerosi incarichi diplomatici: trattò la riconciliazione di Maria de' Medici con suo figlio Luigi XIII e condusse le trattative per il matrimonio di Carlo I Stuart con Enrichetta Maria di Francia.
Sostenne l'introduzione della riforma teresiana dell'Ordine carmelitano in Francia e fondò l'Oratorio di Parigi, su modello di quello romano di san Filippo Neri.
Dalle Monache Concezioniste Francescane di Alcalà de Henares (Madrid) apprese la consacrazione a Maria tramite la forma della schiavitù mariana.
Papa Urbano VIII lo creò cardinale presbitero nel concistoro del 30 agosto 1627.
Con san Vincenzo de' Paoli (suo discepolo), san Francesco di Sales (suo amico) e san Giovanni Eudes, è tra i maggiori esponenti della restaurazione cattolica in Francia. Fu in rapporti di profonda amicizia con Cartesio, che lo ricorda nelle sue lettere (AT I,213,1-15 et al), e di cui è ritenuto il direttore spirituale.